# Teutamus poggii
Espèce
Teutamus poggii est une espèce d'araignées aranéomorphes de la famille des Liocranidae.

## Distribution
Cette espèce est endémique de Sumatra en Indonésie,. Elle se rencontre vers Taman Hutan Raya Bung Hatta à 1 100 m d'altitude.

## Description
La femelle holotype mesure 5,22 mm.

## Étymologie
Cette espèce est nommée en l'honneur de Roberto Poggi.

## Publication originale
- Dankittipakul, Tavano & Singtripop, 2012 : Seventeen new species of the spider genus Teutamus Thorell, 1890 from Southeast Asia (Araneae: Liocranidae). Journal of Natural History, vol. 46, no 27/28, p. 1689-1730.